# Свидание на Млечном пути
«Свидание на Млечном пути» — советский художественный фильм 1985 года, снятый на Рижской киностудии режиссёром Янисом Стрейчем.

## Сюжет
«О женщине на войне, о фронтовых друзьях, о любви тогда» — по сценарию Ингриды Соколовой, основанному на её одноимённой повести — отчасти автобиографичной — посвящённой памяти её мужа Михаила Соколова. Повесть опубликована в переводе на русский язык в 1987 году.
1944 год. Великая Отечественная война. Военный переводчик, спецпропагандист политуправления фронта Астра Леиня получает разрешение служить в той же дивизии, в которой воюет её жених. Она не виделась с ним три года. Расставаясь, они условились каждую полночь смотреть на Млечный Путь и мысленно встречаться. И теперь она пробирается вдоль линии фронта в часть любимого — пешком и на попутных машинах, подвергаясь смертельной опасности, становясь свидетельницей драматических событий войны…
Своеобразным продолжением фильма можно считать следующий фильм Яниса Стрейча, тоже по автобиографичному сценарию Ингриды Соколовой: «Песнь, наводящая ужас».

## В ролях
В главной роли:
- Инара Слуцка — Астра

В остальных ролях:
- Нина Ильина — Аня
- Елена Скороходова — Тоня
- Елена Казаринова — Валя
- Наталья Заболотная — Соня
- Анатолий Лукьяненко — Борис
- Игорь Чернявский — Нестеренко
- Бессарион Хидашели — Манаргия
- Манана Цховребова — военврач

В эпизодах:
- Эдда Урусова — хозяйка дома
- Леонидс Грабовскис — Гюнтер
- Александр Белина — Иван
- Людмила Зверховская — регулировщица
- Владимир Шпудейко — шофёр
- Евгений Пашин — шофёр
- Вера Саранова — девушка на переправе
- Галина Ковганич — Галина
- Тоомас Урб — Юко
- Анатолий Барчук — майор
- Юрий Нездыменко — адъютант
- Виктор Маляревич — солдат
- Александр Милютин — солдат
- Виктор Панченко — солдат
- Николай Олейник — раненный солдат
- Рихард Рудакс — немец-музыкант
- Имантс Кренбергс — немец
- Владимир Алексеенко — старик
- Наталия Гебдовская — старуха

## О фильме
Кинокритик Михаил Ямпольский в рецензии на фильм в журнале «Искусство кино» писал, что этот фильм «неожиданно и резко отклоняется от традиции военного фильма», хотя воссоздание в нём военного пейзажа реалистично и точно, но «война предстает в каком-то непривычном виде», при этом парадоксально — при ослаблении привычной достоверности кадров

фильм производит сильное эмоциональное впечатление, он затрагивает какие-то глубинные пласты восприятия, касается универсальных архетипов человеческого сознания, хотя его и нельзя назвать психологическим в традиционном смысле слова. Ощущение кинематографической силы и психологической точности накладывается здесь на ощущение странной ирреальности происходящего…
Критик не спешил с отнесением фильма в список «фильмов с устаревшей поэтикой» пытаясь разобраться:

Но в фильме столько загадок, что ограничиться скоропалительным диагнозом было бы легкомысленно. Для начала попробуем разгадать загадки. Они возникают уже на уровне сюжета.
Для правильного понимания фильма, по-видимому, сразу же следует признать, что война для Стрейча одновременно является и слоем действительности, и миром души. Военный космос превращается режиссером некий ландшафт человеческого сознания и подсознания отсюда подчеркнутая условность фактур. Путешествие Астры это не только путешествие по дорогам войны, но и путь сложного самопознания, движение души в субъективном мире человеческих желаний, страстей, приближение к цели одновременно реальной и почти мнимой. В этом путешествии многое от сказки, с условными пространством и временем, с ее странствованием нереальной целью («пойди туда, незнаю куда») через череду непреодолимых препятствий и символических испытаний. Героиня проходит испытание всеми стихиями : воздухом, водой, огнем. Цель испытаний преодоление гнетущего женского одиночества и одновременно достижение того состояния гармонии, покоя, счастья, которое никогда не достижимо в полной мере. Отсюда и невозможность финальной встречи.
По сути дела мир фильма в значительной степени строится как проекция женского сознания, глубоко перепаханного войной.

При этом критик отмечал, что загадки и символы, двойные значения и их матафоричность расставлены по всему фильму; это и имя героини — Астра (с лат. — «Звезда», но имеет и другой смысл — «Победа», что отражено в латинском выражении Per aspera ad astra — «Через тернии к звёздам» или другой вариант «Через потери к победе»), и даже её военная специальность — спецпропагандист — символична, что раскрывается в эпизоде, где она, вооруженная огромным мегафоном, невидимая для немецких солдат, читает им письма от родных, и они слышат её спускающийся с небес голос, в котором сублимировано идеальное женское начало — война исключает телесный контакт с женщиной, с любимой и будущей матерью, с жизнью.

## Фестивали и награды
Фильм вошёл в конкурсную программу Всесоюзного кинофестиваля (1986, Алма-Ата), но призов не получил.